# بيكون باور
شركة بيكون باور Beacon Power هي شركة أمريكية ذات مسؤولية محدودة وهي شركة فرعية مملوكة بالكامل لشركة RGA Investments LLC ، متخصصة في تخزين الطاقة على أساس دولاب الموازنة (حدافة) ومقرها في تينغسبورو ، ماساتشوستس . تقوم بيكون باور بتصميم وتطوير المنتجات التي تهدف إلى تنظيم تردد المرافق الكهربية لعمليات شبكة الطاقة.
تم تصميم أنظمة التخزين لمساعدة المرافق على مطابقة العرض مع الطلب المتغير من خلال تخزين الطاقة الزائدة في مصفوفات تتكون من 2,800-رطل (1,300 كـغ) من الحذافات في غير أوقات الذروة للاستخدام أثناء ذروة الطلب. 

## التاريخ
تأسست Beacon Power في وبيرن ، ماساتشوستس في عام 1997 كشركة تابعة لشركة SatCon Technology Corporation ، وهي شركة منتجة لأنظمة إدارة الطاقة البديلة. تم طرح الشركة للاكتتاب العام في عام 2000.   
في يونيو 2008 ، افتتحت بيكون باور مقرًا جديدًا في تينغسبورو ، بتمويل من وكالات ولاية ماساتشوستس. يهدف المرفق الجديد إلى دعم التوسع في عمليات الشركة. 
في عام 2009 ، تلقت شركة بيكون ضمان قرض من وزارة الطاقة الأمريكية بمبلغ 43 مليون دولار لبناء محطة طاقة على شكل دولاب الموازنة بقدرة 20 ميغاوات في ستيفينتاون ، نيويورك .  
في 30 أكتوبر 2011 ، تقدمت الشركة بطلب الحماية بموجب الفصل 11 من الإفلاس لدى محكمة الإفلاس بالولايات المتحدة في ولاية ديلاوير.   كجزء من إجراءات محكمة الإفلاس ، وافقت شركة بيكون باور في 18 نوفمبر على بيع منشأة ستيفنتاون لسداد قرض وزارة الطاقة.
اعتبارًا من 6 فبراير 2012 ، اشترت Rockland Capital ، وهي شركة أسهم خاصة ، المصنع ومعظم أصول الشركة الأخرى مقابل 30.5 مليون دولار.  تعتزم شركة روكلاند كابيتال إعادة توظيف معظم الموظفين وتوفير رأس المال لبناء مصنع ثانٍ بقدرة 20 ميجاوات في ولاية بنسلفانيا. 
في 1 مايو 2018 استحوذ فرع الاستثمار لشركة RGA Labs على الشركة. 
تم بيع الأصول المادية ، منشأة 20 ميجاوات في نيويورك المسماة Stephentown Spindle ومنشأة Hazle Township PA بقدرة 20 ميجاوات إلى شركة Convergent Energy and Power 

## أنظر أيضا
- الجيل الموزع
- تخزين طاقة دولاب الموازنة
- قائمة مشاريع تخزين الطاقة